# الجمعية الآسيوية في بنغلاديش
الجمعية الآسيوية لبنجلاديش هي منظمة بحثية غير سياسية وغير ربحية مسجلة بموجب قانون المجتمع لعام 1864 ومكتب المنظمات غير الحكومية ، حكومة بنغلاديش. تأسست الجمعية الآسيوية لبنجلاديش باسم الجمعية الآسيوية لباكستان الشرقية في دكا في عام 1952 من قبل عدد من القادة المسلمين ، وأعيد تسميته في عام 1972.
لعب أحمد حسن داني ، المؤرخ المسلم الشهير وعالم الآثار الباكستاني ، دورًا مهمًا في تأسيس هذا المجتمع.  وكان يساعده محمد شهيد الله ، وهو لغوي بنغالي.  يقع المجتمع في نيمتالي ، على مسافة قريبة من قاعة كرزون في جامعة دكا ، محلية دكا القديمة.

## المنشورات
تشمل إصدارات الجمعية:
- بنغاليبيديا  ، الموسوعة الوطنية في بنغلاديش (الطبعة 2 ، 2012)
- موسوعة النباتات والحيوانات في بنغلاديش (2010 ، 28 مجلدًا)
- المسح الثقافي لبنغلاديش ، توثيق للتاريخ الثقافي والتقاليد والتراث في البلاد (2008 ، 12 مجلدًا)
- بنغاليبيديا  للأطفال ، نسخة مكونة من ثلاثة مجلدات من بنغاليبيديا للأطفال
- تاريخ بنغلاديش (1704-1971) (3 مجلدات)
- السيرة الذاتية الوطنية على الإنترنت ؛  النشر الرقمي لمسح وتقارير التسوية (1896-1927)
- الوثائق البرلمانية والتاريخ
- ملخص التقارير والمسوحات عن الموارد المعدنية في بنغلاديش
- مجلة الجمعية الآسيوية في بنغلاديش (العلوم الإنسانية)
- مجلة الجمعية الآسيوية لبنجلاديش (علوم)
- جمعية باتريكا الآسيوية

## قائمة الرؤساء
- عبد الحميد (1952–53)
- محمد شهيد الله (1954)
- عبد الحليم (1955)
- محمد ابراهيم (1956)
- خان بهادور عبد الرحمن خان (1957–61)
- عبد الحليم (1960–61)
- محمد شهيد الله (1962–64)
- محمد إنعام الحق (1965–666)
- محمد شهيد الله (1967)
- عبد المودود (1968)
- أبو ب محمد حبيب الله (1969-1973)
- سيد مرتضى علي (1974)
- أبو ب محمد حبيب الله (1975)
- قمر الدين أحمد (1976–78)
- سراج الحق (1979)
- محمد إنعام الحق (1980)
- خان بهادر عبد الحكيم (1981)
- مفضل الله كبير (1982)
- إيه آر ماليك (1983-85)
- اكم زكريا (1986–87)
- عبد الله المعطي شرف الدين (1988-1991)
- نور الإسلام (1992-1993)
- سراجول الإسلام (1994-95)
- وكيل أحمد (1996-1997)
- إم هارونور رشيد (1998-99)
- عبد المؤمن شودري (2000-2003)
- عماد الدين أحمد (2004-2007)
- سراج الإسلام (2008-2011)
- نصر الإسلام (2012-2013)
- أمير الإسلام شودري (2014-17)
- محفوظ خانم (2018 إلى الوقت الحاضر)